# Ещадио Дон Алфонсо Енрикеш
Ещадио Дон Алфонсо Енрикеш (на португалски Estádio D. Afonso Henriques) е футболен стадион в град Гимараеш, Португалия.
Съоръжението носи името на първия крал на Португалия (Don Afonso Henriques). Ремонтирано е специално за Евро 2004. Официалното му откриване е на 25 юли 2003 г., капацитетът му е завишен на 30 000 седящи места. Негов архитект е Едуардо Гимараиш, а собственик на съоръжението е спортен клуб Витория Гимараеш. Разполага с 30 входа, което позволява 30-те хиляди души да бъдат евакуирани за 8 митнути. Оценен е на 15,96 млн. евро.
Домакин на 2 срещи от Евро 2004.
 Дания 0:0  Италия
 Италия 2:1  България

## Нещастен случай
В дъждовната вечер на 25 януари 2004 година, унгарския национал и полузащитник на Бенфика - Милош Фехер получава сърдечен удар на мач с местния отбор. Незабавно е откаран в болницата, но лекарите не успяват да го спасят. Последвалите изследвания показват, че играчът е имал вродени сърдечни проблеми.